# Dürnseiboldsdorf
Dürnseiboldsdorf ist ein Weiler und Ortsteil der Gemeinde Mauern, Landkreis Freising, Bayern.

## Geschichte
1315 wird die Kirche in Dürnseiboldsdorf als Filiale von Gammelsdorf genannt. Der Probst Konrad I. des Kastulusstifts in Moosburg (1191 bis 1221) hatte die Kirche dem Stift Moosburg geschenkt. Die katholische Filialkirche St. Ulrich ist ein langgestreckter gotischer Saalbau mit Polygonalchor und spätgotischem Dachreiter, wohl aus dem 15. Jahrhundert. Sie gehört seit 1941 zur Pfarrei Mauern. 
Die politische Gemeinde Reichersdorf, zu der Dürnseiboldsdorf ursprünglich gehörte, entstand mit dem Gemeindeedikt von 1818. Am 1. Januar 1971 wurde die Gemeinde Reichersdorf mit dem Kirchdorf Gelbersdorf nach Gammelsdorf eingemeindet, Dürnseiboldsdorf kam zu Mauern.